# Анджелеску, Георге
Гео́рге Анджеле́ску (рум. Gheorghe Angelescu, 1839—1915) — румынский генерал, участник русско-турецкой войны 1877—1878 годов, военный министр Румынии.

## Биография
Родился в Бухаресте 6 января 1839 года, в военную службу вступил в 1854 году.
В 1868 году назначен командиром 2-го пехотного полка, в 1870 году произведён в полковники, а в 1877 году — в бригадные генералы, и в том же году получил в командование 3-ю дивизию.
В 1877—1878 годах Анджелеску, во главе этой дивизии принимал участие в военных действиях против турок в Болгарии, отличился при атаке Гривицкого редута под Плевной.
Вскоре после окончания кампании, 5 августа 1878 года, назначен начальником 4-й дивизии, а 25 марта 1882 года вступил в управление румынским военным министерством. В этой должности он пробыл лишь до 31 июля. В 1883 году назначен командиром корпуса, с производством в дивизионные генералы.
В 1891 году оставил строевую службу и был назначен членом Высшего военного совета Румынии, а с 1894 года состоял в запасе румынской армии. Скончался 2 апреля 1915 года в Тыргу-Жиу.